# Roger Wicker
Roger Frederick Wicker (* 5. července 1951 Pontotoc, Mississippi) je americký politik za Republikánskou stranu. Od roku 2007 je senátorem USA za stát Mississippi.
V letech 1976 až 2004 byl členem amerického letectva. V letech 1988 až 1995 byl členem mississippského Státního senátu, ve kterém reprezentoval mississippský šestý okrsek. V letech 1995 až 2007 byl poté členem Sněmovny reprezentantů za mississippský první okrsek.
V roce 2007 jej mississippský guvernér Haley Barbour jmenoval senátorem poté, co na svou funkci rezignoval dosavadní senátor Trent Lott. V řádných volbách v roce 2008 pak se ziskem 55 % hlasů svůj mandát senátora stvrdil, stejně jako v letech 2012 a 2018.
Od roku 1975 je ženatý, má tři děti.